# Paisling
Paisling ist eine Ortschaft und Katastralgemeinde der Marktgemeinde Asperhofen in Niederösterreich.

## Geografie
Das Haufendorf liegt 3 Kilometer südöstlich von Asperhofen und ist über die Landesstraße L2247 erschlossen. Durch das Dorf fließt der Hinterbach. Das Dorf ist landwirtschaftlich geprägt und besteht aus mehreren Gehöften.

## Geschichte
Im Franziszeischen Kataster von 1821 ist Paisling mit einigen Gehöften verzeichnet. Laut Adressbuch von Österreich waren im Jahr 1938 in Paisling zwei Landwirte mit Direktvertrieb ansässig.